# Liste der Monuments historiques in Bran (Charente-Maritime)
Die Liste der Monuments historiques in Bran (Charente-Maritime) führt die Monuments historiques in der französischen Gemeinde Bran auf.

## Liste der Objekte
Zum Verständnis siehe: Kirchenausstattung
| Bezeichnung            | Beschreibung    | Standort                      | Kennzeichnung | Schutzstatus | Datum | Bild |
| ---------------------- | --------------- | ----------------------------- | ------------- | ------------ | ----- | ---- |
| Hauptaltar mit Retabel | Holz            | in der Kirche St-André (Lage) | PM17001964    | Inscrit      | 2003  |      |
| Tabernakel             | 18. Jahrhundert | in der Kirche St-André (Lage) | PM17001965    | Inscrit      | 2003  |      |
| Kanzel                 |                 | in der Kirche St-André (Lage) | PM17001966    | Inscrit      | 2003  |      |